# Rosa bracteata
Rosa bracteata (шипшина Макартні) — вид рослин з родини розових (Rosaceae); поширений у південно-східному Китаї, Тайвані, на півдні Японії (Рюкю).

## Опис
Кущ вічнозелений, розсіяний, заввишки 0.5–3 м, з довгими повзучими гілками. Гілочки пурпурно-коричневі, дебелі, запушені; колючки часто попарні нижче прилистків, від прямих до злегка зігнутих, до 9 мм, плоскі, менші колючки та залозиста щетина часто присутні й від щільних до розсіяних. Листки включно з ніжкою 4–9 см; прилистки густо запушені; ніжки й ребра листків запушені й коротко колючі; листочків 5–9, еліптичні або обернено-яйцюваті, 1–2.5 × 0.5–1.5 см, знизу голі або запушені вздовж жилок, зверху голі, блискучі, край округло-зубчастий, верхівка усічена, округло-тупа або трохи гостра. Квітки поодинокі або по 2 або 3, діаметром 4.5–9 см; плодоніжка менше 1 см, щільно-ворсиста, рідко залозисто-запушена; приквітків кілька; чашолистків 5, широко-яйцюваті, знизу густо запушені, зверху рідко запушені, верхівка хвостато-загострена; пелюстків 5, білі або жовтувато-білі, обернено-яйцюваті. Плоди шипшини кулясті, 1.3–2.7 см у діаметрі, густо запушені.
Період цвітіння: травень — липень; період плодоношення: серпень — листопад.

## Поширення
Поширений у південно-східному Китаї, Тайвані, на півдні Японії (Рюкю); інтродукований до США, Мадагаскару, Австралії.
Населяє змішані ліси, чагарники, піщані пагорби, береги потоків, узбережжя, узбіччя доріг. Висота зростання: 0–300 м.

## Галерея

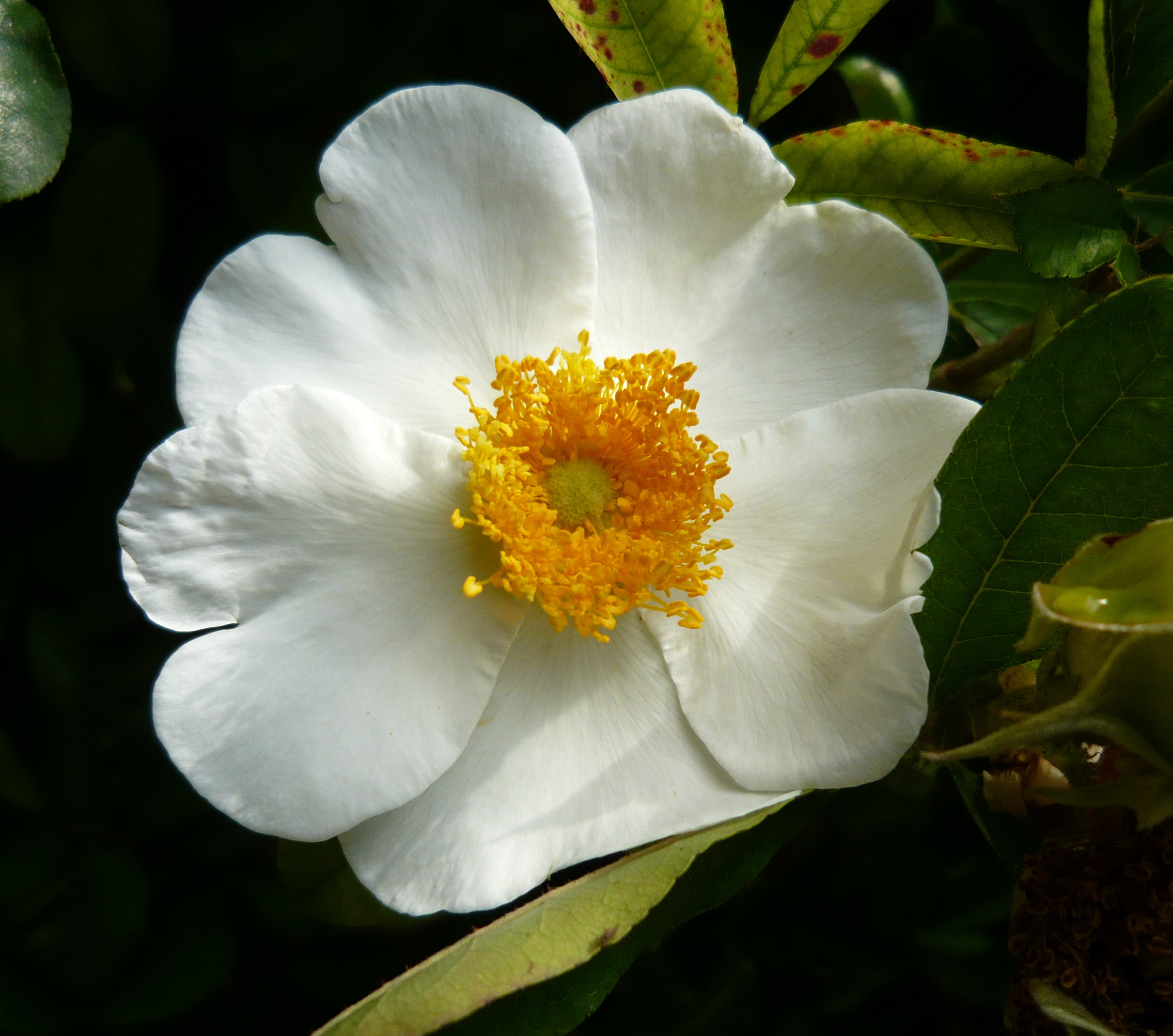
квітка
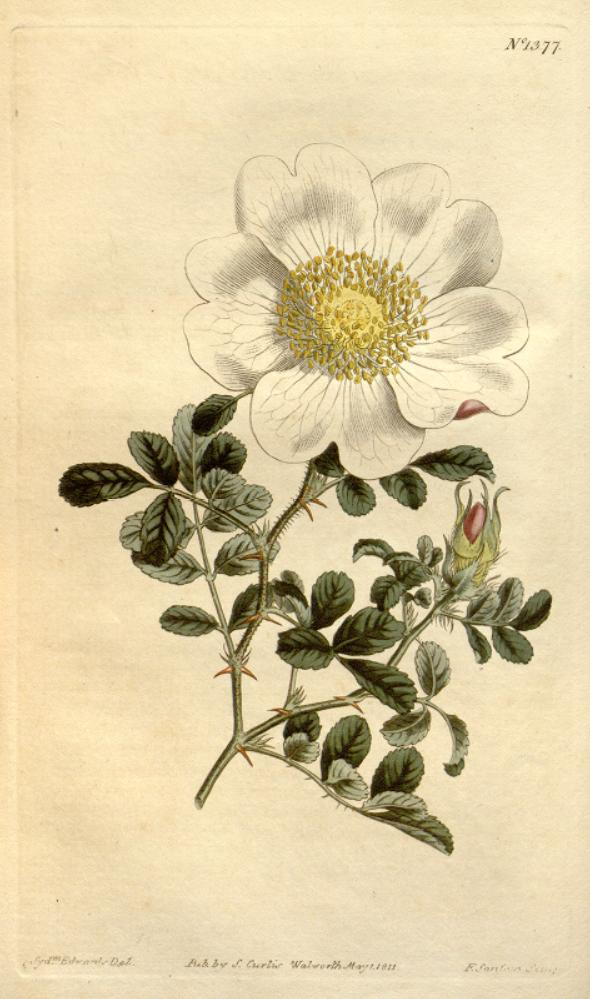
ілюстрація